# Barranc del Ban
El Barranc del Ban, és un dels barrancs del terme de la Torre de Cabdella, dins de l'antic terme de Mont-ros.
Es forma a la Pala dels Verdins, a 2.175 metres d'altitud, i davalla cap al sud-oest, però fent un doble gir, de primer cap a ponent i després cap al sud, a causa de la presència de diversos serrats que el fan canviar de direcció.
S'aboca en el barranc de les Espones als Palancons.